# Walter Baxley
Walter Clay Baxley (Winston-Salem, Carolina del Norte, 6 de agosto de 1984) es un exbaloncestista estadounidense que jugaba en la posición de escolta. 
Luego de una temporada en la NJCAA con los Surry Community College Knights, jugó tres temporadas en la División II de la NCAA como miembro de los Mars Hill Lions. Posteriormente desarrolló una carrera profesional que lo llevó a jugar en países tan diversos como Irán, Polonia, Alemania, Finlandia, Uruguay, Argentina, República Dominicana, Venezuela, Chile, Paraguay y Brasil, habiendo también actuado en la ABA con los Winston-Salem Storm de su ciudad natal. 

## Carrera deportiva
| Temporada | Club                   | País                 | Liga         |
| 2006-07   | Shahrdari Gorgan BC    | Irán                 | ISBL         |
| 2007      | Górnik Walbrzych       | Polonia              | PLK          |
| 2008      | Saar-Pfalz Braves      | Alemania             | ProA         |
| 2008-09   | Winston-Salem Storm    | Estados Unidos       | ABA          |
| 2009-10   | Saar-Pfalz Braves      | Alemania             | ProA         |
| 2010      | Ratiopharm Ulm         | Alemania             | BBL          |
| 2011      | Karhu Kauhajoki        | Finlandia            | Korisliiga   |
| 2011-12   | Lapuan Korikobrat      | Finlandia            | I-divisioona |
| 2012      | Hebraica               | Uruguay              | LSC          |
| 2012-13   | Defensor Sporting      | Uruguay              | LUB          |
| 2013-14   | Quilmes                | Argentina            | LNB          |
| 2014      | Los Indios             | República Dominicana | LNB          |
| 2014-16   | Quilmes                | Argentina            | LNB          |
| 2016-17   | Atenas                 | Argentina            | LNB          |
| 2017      | Bucaneros de La Guaira | Venezuela            | LdA          |
| 2017      | Ferro                  | Argentina            | S-20         |
| 2018      | Biguá                  | Uruguay              | LUB          |
| 2018      | Olimpia Kings          | Paraguay             | PDBP         |
| 2018      | Deportes Castro        | Chile                | LNB          |
| 2019      | Goes                   | Uruguay              | LUB          |
| 2019      | Toros de Aragua        | Venezuela            | LPBV         |
| 2019-2020 | Rio Claro Basquete     | Brasil               | NBB          |

## Menciones
- Elegido mejor extranjero de la Liga Nacional de Básquet 2013-14
- Participante del Juego de las Estrellas en 2014 y 2015
- Elegido mejor jugador del Juego de las Estrellas 2014
- Integrante del quinteto ideal de la Liga Nacional de Básquet 2014-15
- Máximo anotador de la Liga Nacional de Básquet 2014-15